# 佐洛贝尔
佐洛贝尔，是匈牙利佐洛州所辖的一个村，总面积12.78平方公里，总人口730，人口密度57.1人/平方公里（2010年1月1日）。